# Mediostoma humerale
Espèce
Synonymes
- Nemastoma humerale C. L. Koch, 1839
- Nemastoma graecum Roewer, 1919

Mediostoma humerale est une espèce d'opilions dyspnois de la famille des Nemastomatidae.

## Distribution
Cette espèce se rencontre en Grèce et en Albanie.

## Description
Les femelles mesurent de 2,8 à 3 mm.

## Systématique et taxinomie
Cette espèce a été décrite sous le protonyme Nemastoma humerale par C. L. Koch en 1839. Elle considérée comme une sous-espèce de Nemastoma quadripunctatum par Roewer en 1914. Elle est élevée au rang d'espèce par Kratochvíl en 1939. Elle est placée dans le genre Mediostoma par Gruber en 1976.
Nemastoma graecum a été placée en synonymie par Gruber en 1976.

## Publication originale
- C. L. Koch, 1839 : Übersicht des Arachnidensystems. Nürnberg, Heft 2, p. 1-38 (texte intégral).